# Eels
Eels (sovint escrit eels o EELS) est un grup nord-americà de Rock alternatiu de Los Angeles, fundat l'any 1995 pel cantant Mark Oliver Everett, autor, compositor, intèrpret i multiinstrumentista, que ja havia enregistrat dos àlbums tot sol amb el pseudònim d'"E" abans de la formació del grup.

## Història del grup
Everett tria els músics que l'acompanyen segons les necessitats del moment, l'únic que es mantingué estable fins al 2003 fou Jonathan "Butch" Norton a la bateria. La primera formació d'Eels comportava, a més, Tommy Walters al baix.
L'any 1996 sortí llur primer àlbum, Beautiful Freak, que obtingué ràpidament un gran èxit internacional. Es tractava igualment del primer disc editat per la nova secció discogràfica de Dreamworks, la societat de Steven Spielberg, Jeffrey Katzenberg i David Geffen. Això creà una certa desconfiança entre alguns crítics, que sospitaven que l'àlbum fos tan sols un producte de màrqueting, sensació desmentida ràpidament per la qualitat artística de les obres següents.
En aquest àlbum, els músics d'Eels barregen les sonoritats etèries i la pop massissa; la tendència dominant són les balades vaporoses i un pèl depressives, com Your lucky day in hell, Beautiful freak, Not ready yet i My beloved monster. Novocaine for the soul i Susan's House seran un èxit i el vídeoclip de la primera serà nominat per diversos MTV awards.
Durant els anys 1997 i 1998, degut a diversos drames familiars (el suïcidi de la seva germana Elizabeth i la mort de la seva mare a causa d'un càncer de pulmó), Everett escriu i enregistra Electro-Shock Blues, que evoca aquests esdeveniments difícils. Aquest àlbum, més ambiciós que el precedent, està influenciat pel trip-hop; s'hi desenvolupa igualment la recerca de sons nous i els texts, més íntims, parlen de solitud i de tristesa. Malgrat un èxit comercial menys important, el disc sedueix i fidelitza un cert públic, i els vídeoclips de Last stop: this town i de Cancer for the cure seran de nou nominats als MTV awards.
Daisies of the Galaxy li succeeix l'any 2000 i marca una evolució significativa: els arranjaments són més complexos i l'àlbum sedueix més la crítica que no pas el gran públic. La gira que ve a continuació comporta una orquestra de sis músics que toquen una gran varietat d'instruments.
Souljacker, que surt l'any 2001, presenta un Mark Olivier Everett transformat en rocker barbut et corrosiu. El disc sorprèn els seus fans però E resta fidel a les seves idees.
Shootenanny, el 2003, és un àlbum de blues, en el qual E s'hi mostra més assenyat, tranquil i solitari.
El disc doble Blinking Lights and Other Revelations del 2005 representa una síntesi dels darrers períodes d'Eels. En la gira que se'n fa a continuació, Everett actua amb músics clàssics, com per exemple quatre violins i un contrabaix. D'aquesta gira se n'ha enregistrat un àlbum i un DVD: Eels With String Live At Town Hall.
El 2009 surt un nou disc de composicions originals, Hombre Lobo, que marca un retorn al rock, amb veus saturades i textos ombrívols.
El gener de 2010, el grup edita End Times, enregistrat en gran part en quatre pistes i que parla bàsicament d'amors perduts. L'àlbum va ser elogiat per molts crítics i va rebre el títol de "Millor disc fins a la data del 2010".
Al mes de juny del mateix any apareix un nou àlbum, Tomorrow Morning, descrit com "l'última entrega d'una trilogia encetada amb Hombre Lobo i End Times". Alhora, el grup va anunciar una nova gira mundial, la primera des del 2007.
El darrer àlbum fins a la data, The Cautionary Tales of Mark Oliver Everett data de 2014.

### Bandes sonores
Moltes cançons del grup s'han utilitzat en bandes sonores de pel·lícules, com per exemple a The End Of Violence (1997), American Beauty (1998), Scream 2 (1998), How The Grinch Stole Christmas (2000), Shrek (2001), Ten Minutes Older - The Trumpet (segment Twelve Miles To Trona realitzat per Wim Wenders) (2001), Levity (2003), Holes (2003), Shrek 2 (2004) i Shrek 3 (2007), etc.

## Obra

### Àlbums
- Beautiful Freak (1996, Dreamworks)
- Electro-Shock Blues (1998, Dreamworks)
- Daisies Of The Galaxy (2000, Dreamworks)
- Souljacker (2001, Dreamworks)
- Shootenanny! (2003, Dreamworks)
- Blinking Lights And Other Revelations (2005, Vagrant Records)
- Hombre Lobo (2009, Vagrant Records)
- End Times (2010, Vagrant Records)
- Tomorrow Morning (2010, Vagrant Records)
- The Cautionary Tales of Mark Oliver Everett (2014)
- The Deconstruction (2018, E Works Records)

### Compilacions i directes
- Oh, What A Beautiful Morning (concert, 2000, E Works)
- Electro-Shock Blues Show (concert, 1998/2002, E Works)
- B-Sides & Rarities - 1996-2003 (compilació, 2005, Dreamworks)
- Sixteen Tons (Ten Songs): 2003 KRCW Session (concert, 2005, E Works)
- Eels with Strings: Live at Town Hall (concert, 2006, Vagrant Records)
- Meet The Eels (compilació, 2008, Universal)
- Useless Trinkets (rareses, 2008, Universal)

### DVD
- Eels With Strings: Live At Town Hall (concert, 2006, Image)
- Meet The Eels (Eels video collection, part I, 2008, Universal)
- Useless Trinkets (part del concert del 2006 a Lollapalooza, 2008, Universal)